# Thomas Patrick Moore
Thomas Patrick Moore (* 1797 im Charlotte County, Virginia; † 21. Juli 1853 in Harrodsburg, Kentucky) war ein US-amerikanischer Politiker. Zwischen 1823 und 1829 vertrat er den Bundesstaat Kentucky im US-Repräsentantenhaus.

## Werdegang
Thomas Moore besuchte die öffentlichen Schulen seiner Heimat. Danach zog er mit seinen Eltern nach Harrodsburg in Kentucky. In seinem neuen Heimatstaat setzte er seine Ausbildung mit einem Studium an der Transylvania University in Lexington fort. Während des Britisch-Amerikanischen Krieges von 1812 war Moore Offizier in der United States Army. Dabei stieg er bis zum Major in einer Infanterieeinheit auf. Politisch wurde Moore Mitglied der Demokratisch-Republikanischen Partei. In den Jahren 1819 und 1820 saß er als Abgeordneter im Repräsentantenhaus von Kentucky. In den 1820er Jahren schloss er sich der Fraktion um den späteren Präsidenten Andrew Jackson an, aus der 1828 die Demokratische Partei hervorgehen sollte.
Bei den Kongresswahlen des Jahres 1822 wurde Moore im siebten Wahlbezirk von Kentucky in das US-Repräsentantenhaus in Washington, D.C. gewählt, wo er am 4. März 1823 die Nachfolge von John Speed Smith antrat. Nach zwei Wiederwahlen konnte er bis zum 3. März 1829 drei Legislaturperioden im Kongress absolvieren. Von 1825 bis 1827 war er Vorsitzender des Committee on Revisal and Unfinished Business. Seine Zeit im Kongress war geprägt von den heftigen Auseinandersetzungen zwischen den Anhängern seiner Partei und denen von Präsident John Quincy Adams. 
Nach dem Ende seiner Zeit im US-Repräsentantenhaus wurde Moore von dem inzwischen zum Präsidenten gewählten Andrew Jackson zum Gesandten in Kolumbien ernannt, wo er die Nachfolge von William Henry Harrison antrat. Dieses Amt bekleidete er bis April 1833. Inzwischen war er bei den Kongresswahlen des Jahres 1832 im fünften Distrikt von Kentucky erneut in das US-Repräsentantenhaus gewählt worden. Diese Wahl wurde aber von Robert Letcher angefochten. Daraufhin wurden Neuwahlen ausgeschrieben, die Letcher gewann. Während des Mexikanisch-Amerikanischen Kriegs war Thomas Moore Oberstleutnant in der US Army. In den Jahren 1849 und 1850 war er Delegierter auf der Versammlung zur Überarbeitung der Verfassung von Kentucky. Thomas Moore starb am 21. Juli 1853 in Harrodsburg.